# 擔杖

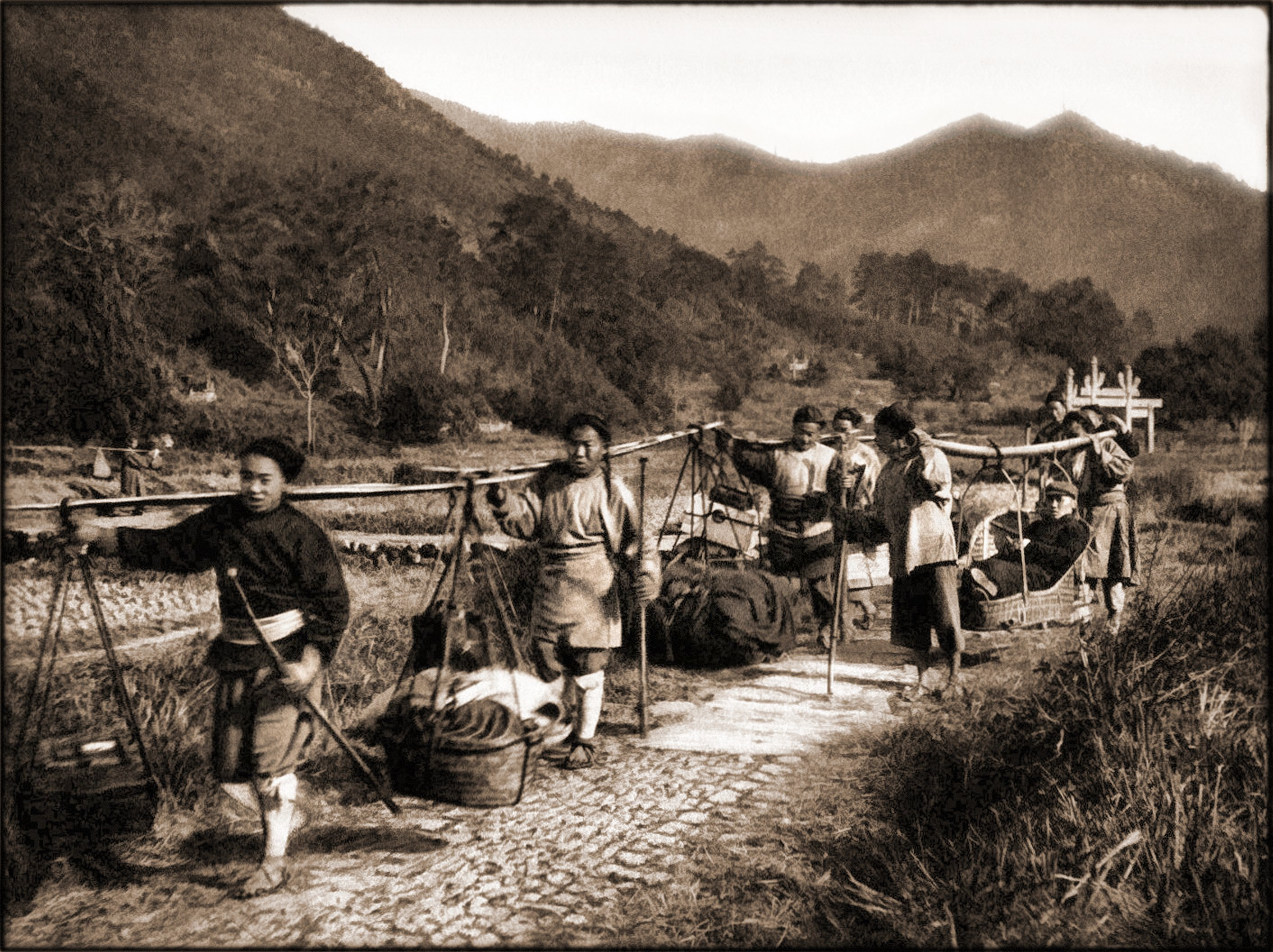
1906年，大清宁波天童寺路上

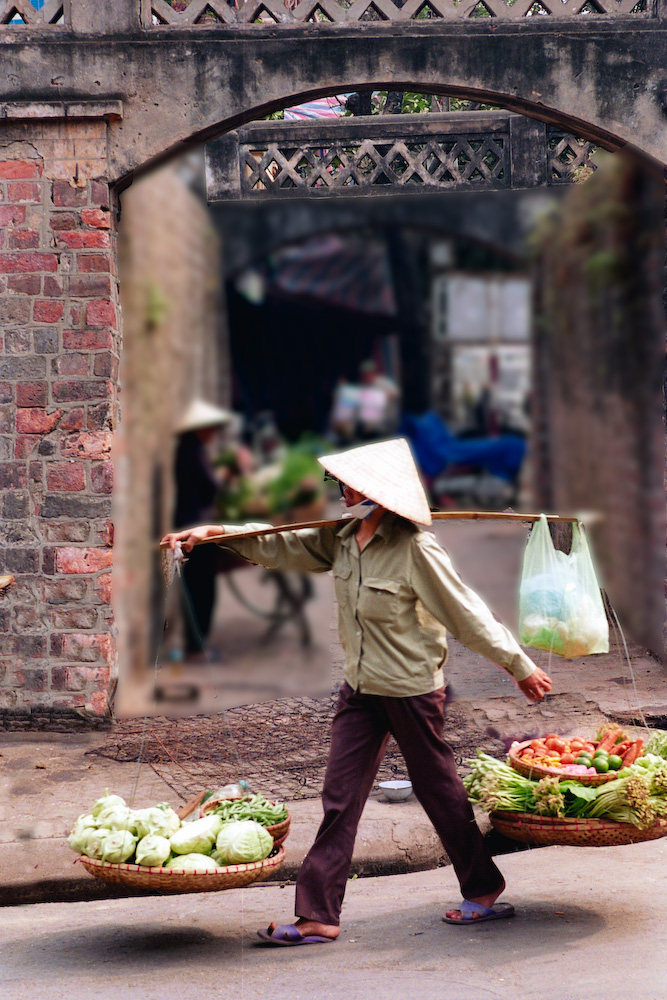
使用扁擔挑著蔬果的小販

擔杖或扁擔，粵語稱擔挑，是一種輔助人力運輸用的工具，形狀細長，杖的兩側可懸掛物品，擔於肩上使用。
擔杖是人類最古老的工具之一，可以說自人力運輸時代之初便開始採用。人們會利用擔杖挑薪柴或掛著一對桶子挑水，也會利用擔杖挑著自己的農作、漁獲等等沿街叫賣或到市集販賣。近世由於交通工具發達，擔杖的使用越來越少，但是在發展較落後或較偏遠的地區仍是相當常見的工具。
擔杖有木製也有竹製，竹製的擔杖中也有將竹子從中剖為兩半而製成的，形狀較扁，稱為「扁擔」。

## 另見
- 貨郎擔